# Zwierzyniec (Krakau)

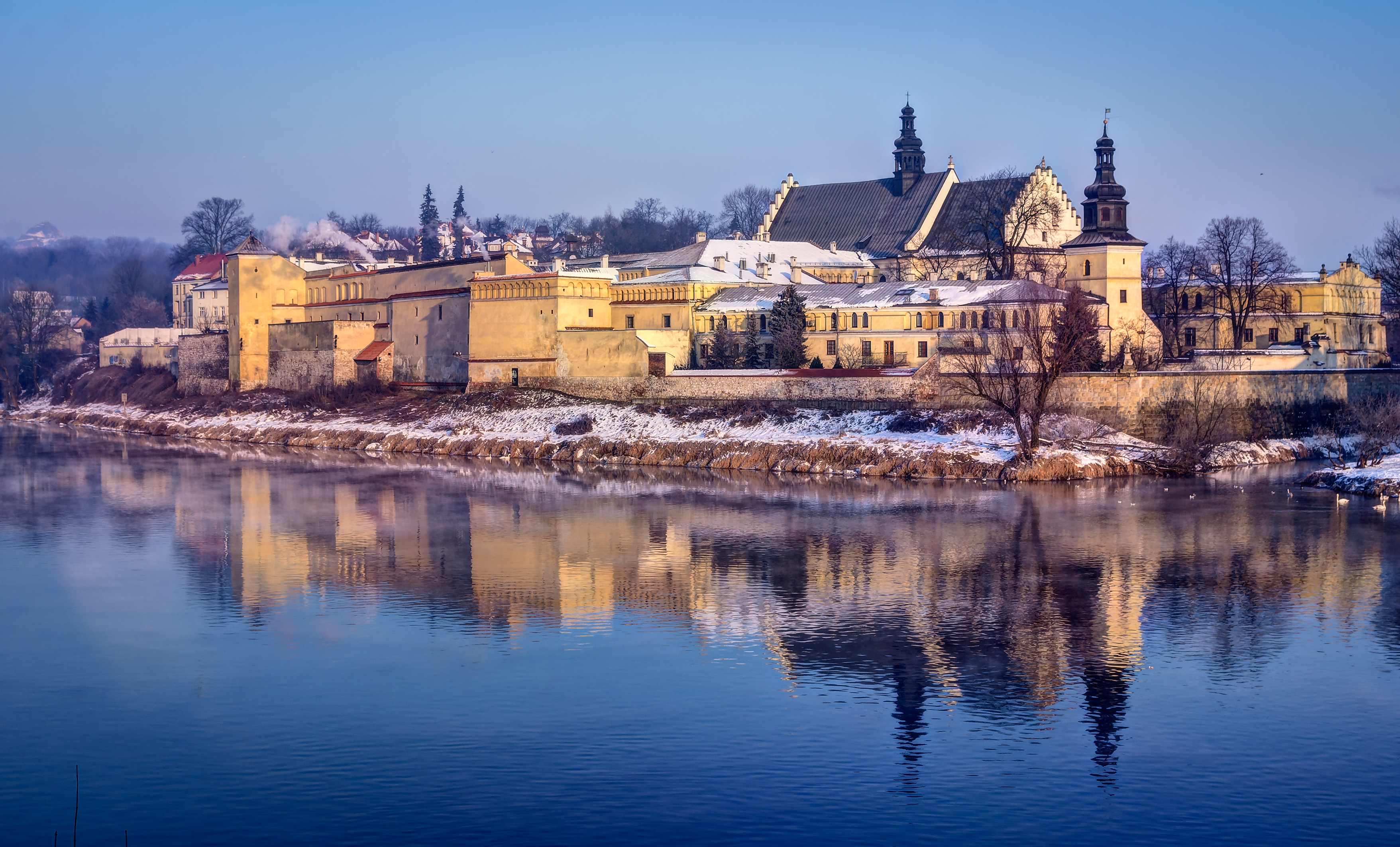
Norbertinerinnenkirche und Kloster

Zwierzyniec ist ein Stadtteil Krakaus in der Flussgabelung von der Rudawa im Norden und der Weichsel im Süden, westlich der Krakauer Altstadt in Polen. Er ist namensgebend für den Stadtbezirk VII Zwierzyniec.

## Geschichte
Eine Siedlung existierte schon im Herrschaftsgebiet der Wislanen im 9. Jahrhundert. Im späten 11. Jahrhundert begann der Bau der Salvatorkirche. In der zweiten Hälfte des 12. Jahrhunderts wurde das Norbertinerinnenkloster von dem Ritter Jaksa Gryfita nach seiner Rückkehr vom Kreuzzug ins Heilige Land gestiftet. Als Dorf Sverincia bzw. Zwerincia wurde es im Jahr 1224 erstmals urkundlich erwähnt, als Zwierzyniec erst im Jahr 1422. Bis zum Jahr 1910 gehörte es den Norbertinerinnen. Der Name bedeutet auf Deutsch Tiergarten, obwohl es nicht in den Quellen bestätigt wurde, dass das Gebiet für die Jagd benutzt wurde –  der König jagte am liebsten in den Niepołomice-Wald, obwohl der Wolski-Wald näher der Stadt, westlich von Zwierzyniec lag. Im Jahr 1327 wurde auf dem Grund von Zwierzyniec, am linken Ufer der Rudawa, nach deutschem Recht von Prämonstratensern das Dorf Media Villa bzw. Halbindorf, später Polnisch Półwsie Zwierzynieckie, gegründet. Der im Jahr 1542 erwähnte Gutshof Smolensk in Ferali (Zwierzyniec) entwickelte sich dagegen zur Jurydyka Smoleńsk(o), heute Nowy Świat (Neue Welt).
Bei der dritten Teilung Polens wurde es 1795 Teil des habsburgischen Kaiserreichs. In den Jahren 1815–1846 gehörte das Dorf zur Republik Krakau, 1846 wurde es als Teil des kurzlebigen Großherzogtums Krakau in die Länder des Kaisertums Österreich annektiert. Ab dem Jahr 1855 gehörte es zum Bezirk Krakau.
Im Jahr 1900 hatte die Gemeinde Zwierzyniec 356 Hektar Fläche, 213 Häuser mit 2976 Einwohnern, davon die Mehrheit polnischsprachig (2543) und römisch-katholisch (2870), außerdem (meistens im Militär) 256 deutschsprachig, 40 Juden.
In den Jahren 1903 bis 1912 wurde das alte Flussbett der Rudawa zugeschüttet. Im Jahr 1908 entstand zwischen Półwsie und Zwierzyniec die Villenbebauung Salwator, meistens von örtlichen Beamten bewohnt.
Am 1. April 1910 wurde die Gemeinde nach Krakau eingemeindet. Im Jahr 1921 hatte der Stadtteil Zwierzyniec (XIII) 282 Gebäude mit 3325 Einwohnern.